# Ixcamilpa
Ixcamilpa är en kommunhuvudort i Mexiko.   Den ligger i kommunen Ixcamilpa de Guerrero och delstaten Puebla, i den sydöstra delen av landet, 160 km söder om huvudstaden Mexico City. Ixcamilpa ligger 720 meter över havet och antalet invånare är 1 354.
Terrängen runt Ixcamilpa är huvudsakligen kuperad. Ixcamilpa ligger nere i en dal. Runt Ixcamilpa är det ganska glesbefolkat, med 28 invånare per kvadratkilometer. Närmaste större samhälle är Acaxtlahuacán de Albino Zertuche, 16,4 km öster om Ixcamilpa. Omgivningarna runt Ixcamilpa är huvudsakligen savann.